# Gustaw Iszkowski
Gustaw Marian Ryszard  von Iszkowski (ur. 11 sierpnia 1878 we Lwowie, zm. 7 sierpnia 1951 we Francji ) – polski żołnierz, oficer Sztabu Generalnego Armii Austro-Węgier, szef HK-Stelle we Lwowie (1908–1912), attaché wojskowy w Hadze (1916–1918). Jeden z oficerów prowadzących Józefa Piłsudskiego (od jesieni 1908).

## Życiorys
Był oficerem Armii Austro-Węgier polskiej narodowości. Służył w stopniu kapitana, po czym w listopadzie 1908 został awansowany do stopnia kapitana I klasy sztabu generalnego w korpusie, przydzielony wówczas do 4 Pułku Dragonów. Od 1908 do 1912 był szefem placówki wywiadowczej, HK-Stelle (Hauptkundschaftstelle) we Lwowie; w tym czasie od jesieni 1908 w stopniu kapitana był oficerem prowadzącym zwerbowanego do współpracy wywiadowczej Józefa Piłsudskiego (na zlecenie Maximiliana Ronge) oraz wciągnął Walerego Sławka na listę konfidentów, ale poza kartoteką główną, na zasadzie kontaktu specjalnego. Podczas I wojny światowej w stopniu majora sztabu generalnego kierował HK-Stelle w Jędrzejowie. Został awansowany na stopień podpułkownika  sztabu generalnego z dniem 1 listopada 1915. W tym stopniu był szefem oddziału wywiadowczego (Nachrichten-Abteilung) na obszarze okupowanym. Następnie służył w stopniu podpułkownika sztabu generalnego armii austriackiej.
Wiosną 1919, prawdopodobnie żeby pozamykać swoje sprawy, przyjechał do Polski. Został zaproszony do Warszawy przez Józefa Piłsudskiego, który usiłował namówić go do zaciągnięcia się w szeregi Wojska Polskiego. Według Ryszarda Świętka powołującego się na relację Józefa Rybaka (1882–1953), Iszkowski miał odmówić. Według relacji Rybaka (który odwiedził go w Antibes w 1928) stwierdził „Dla mnie w Polsce Piłsudskiego miejsca nie ma. Za dużo wiem!”.
W 1919 został wpisany na tajną „czarną listę” Ministerstwa Spraw Wojskowych, która zawierała wykaz oficerów, którym odmówiono prawa do służby w Wojsku Polskim. Wyemigrował do Francji i zamieszkał w Antibes koło Cannes. Zmarł w 1951 we Francji, został pochowany na cmentarzu w Antibes .

## Życie prywatne
Był synem Romualda (1848-1904, inżynier budownictwa, radca ministerialny, pośmiertnie uszlachcony) i Zofii z domu Wex (według innego źródła Stefanii). Miał braci Stefana, Romana oraz siostry Julię, Zofię.
W 1907 ożenił się z Jadwigą Puchalską, z którą miał syna Romualda (ur. 1907) . W trakcie pobytu w Holandii (1916–1918) ożenił się z Angeline Lamers, narodowości holenderskiej  i „nie musiał martwić się o przyszłość”. W 1941 urodziła im się córka, Marie Charlotte .

## Odznaczenia
- Order Korony Żelaznej 3 klasy z dekoracją wojenną wraz z uwolnieniem od taksy (1916)[11][9]
- Krzyż Zasługi Wojskowej 3 klasy z dekoracją wojenną i z mieczami (przed 1918)[9]
- Krzyż Zasługi Wojskowej 3 klasy z dekoracją wojenną (przed 1918)[9]
- Srebrny Medal Zasługi Wojskowej „Signum Laudis” na wstążce Krzyża Zasługi Wojskowej (przed 1918)[9]
- Brązowy Medal Zasługi Wojskowej „Signum Laudis” z mieczami na wstążce Krzyża Zasługi Wojskowej (przed 1918)[9]
- Brązowy Medal Jubileuszowy Pamiątkowy dla Sił Zbrojnych i Żandarmerii (przed 1918)[9]
- Krzyż Jubileuszowy Wojskowy (przed 1918)[9]
- Krzyż Pamiątkowy Mobilizacji 1912–1913 (przed 1918)[9]